# جيمس أنتوني والش
جيمس أنتوني والش (بالإنجليزية: James Anthony Walsh)‏ هو قسيس أمريكي، ولد في 24 فبراير 1867 في كامبريدج في المملكة المتحدة، وتوفي في 14 أبريل 1936 في أوسينينغ في الولايات المتحدة.